# Christian Gottfried Hermann

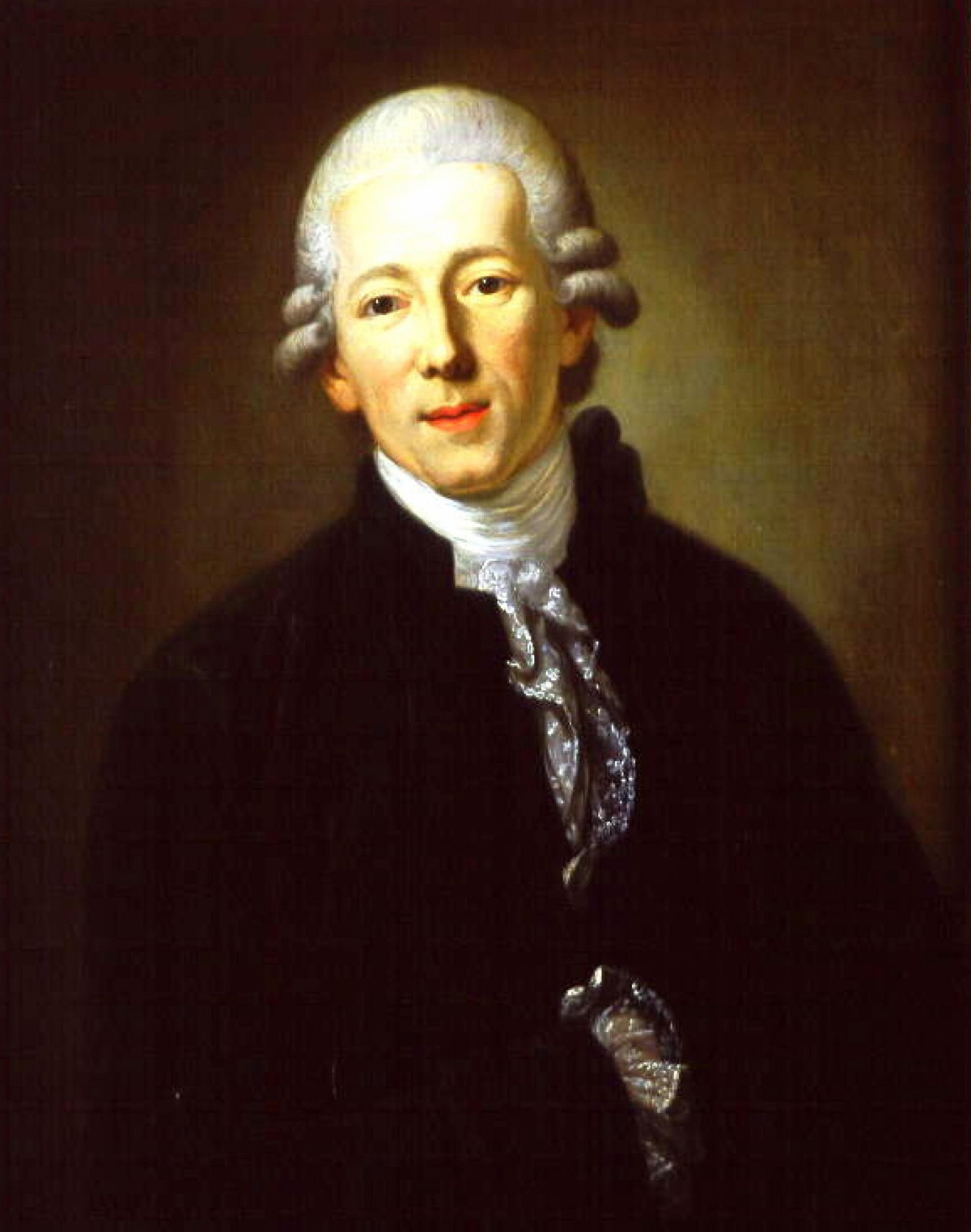
Christian Gottfried Hermann.
Gemälde von E.G. Gottlob, um 1780.

Christian Gottfried Hermann (* 5. Februar 1743 in Plauen; † 8. August 1813 in Leipzig) war ein sächsischer Jurist und zwischen 1794 und 1811 insgesamt neunmal Bürgermeister der Stadt Leipzig.

## Werdegang
Hermanns Vater Johann Gottfried Hermann war zunächst Superintendent in Plauen, später Oberhofprediger, Oberkirchenrat und Oberkonsitorialassessor in Dresden. Hermann nahm 1763 ein Studium der Rechtswissenschaften an der Universität Leipzig auf. Während seiner Studienzeit freundete er sich mit Johann Wolfgang von Goethe an. 1767 wurde Hermann von der Juristischen Fakultät der Universität Leipzig mit der Untersuchung De curiis imperatorum et regum Germanicorum sollemnibus earumque a comitiis Imperii differentia zum Dr. iur. promoviert.
Im gleichen Jahr erfolgte die Wahl in den Rat der Stadt Leipzig. In der Folgezeit wurde er hier zum Stadtrichter (1778), zum Baumeister (1781), zum Proconsul (1789) und zum Scabinus ernannt. In den Jahren 1794, 1796, 1798, 1800, 1803, 1805, 1807, 1809 und 1811 war Hermann Bürgermeister Leipzigs. 
Seit 1768 war Hermann Königlich-Sächsischer Oberhofgerichtsrat.